# Chiquinho Sales
Francisco Mário Flávio Salgado Sales, conhecido como Chiquinho Sales (, 29 de setembro de 1909 — , ) foi um compositor brasileiro.

## Composições[2]
Compôs vários sucessos, e teve mais de vinte músicas gravadas, a maior parte delas pela dupla Alvarenga e Ranchinho (A mulher e o rádio, Casamento de Miguelina, Romance de uma caveira, Moda dos poetas, Moda dos cantores, Modas dos ispique, Leonor, Ai que rico, Quem será o homem, Desafio de perguntas, Essa "porka" é minha, Fado da loucura, Vamos arrastá o pé). Teve músicas gravadas também por Linda Batista (Meu bamba, Eu fui à Europa, Salve a batucada, Namorado ciumento, Mau costume, A  vida é isto, Da Central a Belém, Essa "porka" é minha), Francisco Alves (Oração ao Bonfim), Leo Albano (Minha jangada) e Fernando Borel (Tu)

## Discografia
- 1939 A mulher e o rádio/Casamento de Miguelina (Odeon)